# Piscina Lazurny

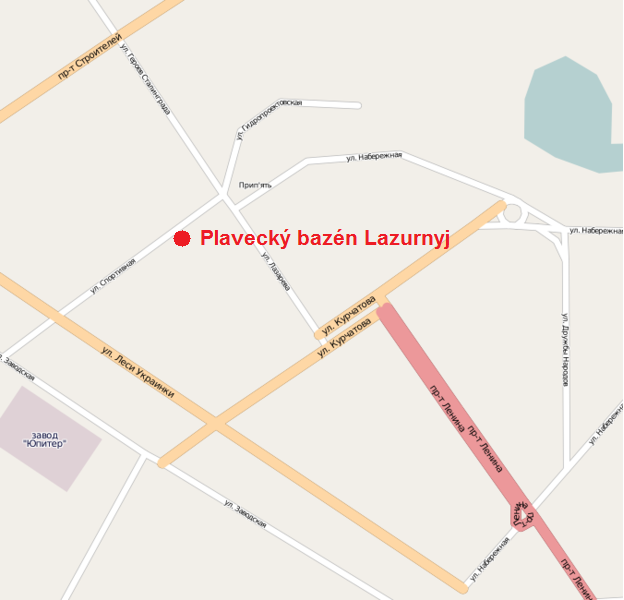
Localizzazione della piscina su OSM

La piscina Lazurny o piscina azzurra (in ucraino Басейн Лазурний?, Basejn Lazurnyj; in russo Бассейн Лазурный?, Bassejn Lazurnyj) è la più famosa delle tre piscine della città fantasma di Pryp"jat', colpita dal disastro di Černobyl', avvenuto il 26 aprile 1986.

## Storia

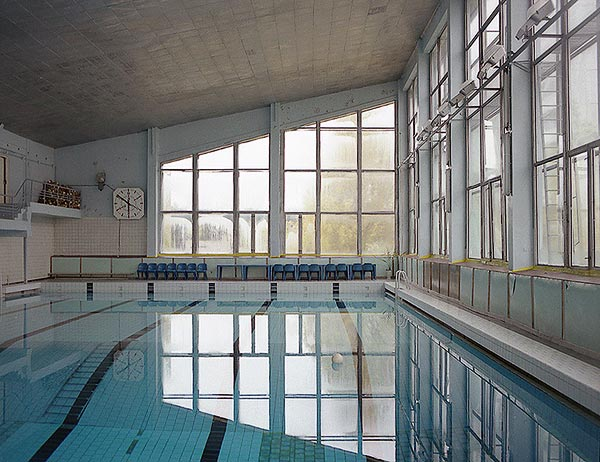
La piscina nell'ottobre del 1996

Costruita negli anni '70, venne utilizzata fino al 1998 (12 anni dopo il disastro di Černobyl') dai liquidatori che operavano a Pryp"jat'. La piscina è considerata uno dei luoghi più puliti della città.

## Nella cultura di massa
La piscina appare:
- Nel romanzo di Markiyan Kamysh A Stroll to the Zone sui viaggi illegali a Pryp"jat'
- Nel videogioco Call of Duty 4: Modern Warfare nella missione One Shot, One Kill e nella mappa multiplayer Bloc
- Nel videogioco S.T.A.L.K.E.R.: Call of Pripyat
- Nel videogioco S.T.A.L.K.E.R.: Shadow of Chernobyl
- Nel videoclip del brano Marooned dei Pink Floyd
- Nel videoclip del brano Sweet People, eseguita da Al'oša
- Nel cortometraggio Cartoline di Pryp"jat', che è stato girato dal cameraman della CBS Danny Cooke
- Nella storia di DJI Lost City of Chernobyl
- Nel videogioco PlayerUnknown's Battlegrounds
- Nel video musicale Life Is Golden dei Suede
- Nel videogioco Warface
- Nel videogioco Call of Duty: Warzone
- Nel DLC Sam's Story del videogioco Metro Exodus

## Galleria d'immagini

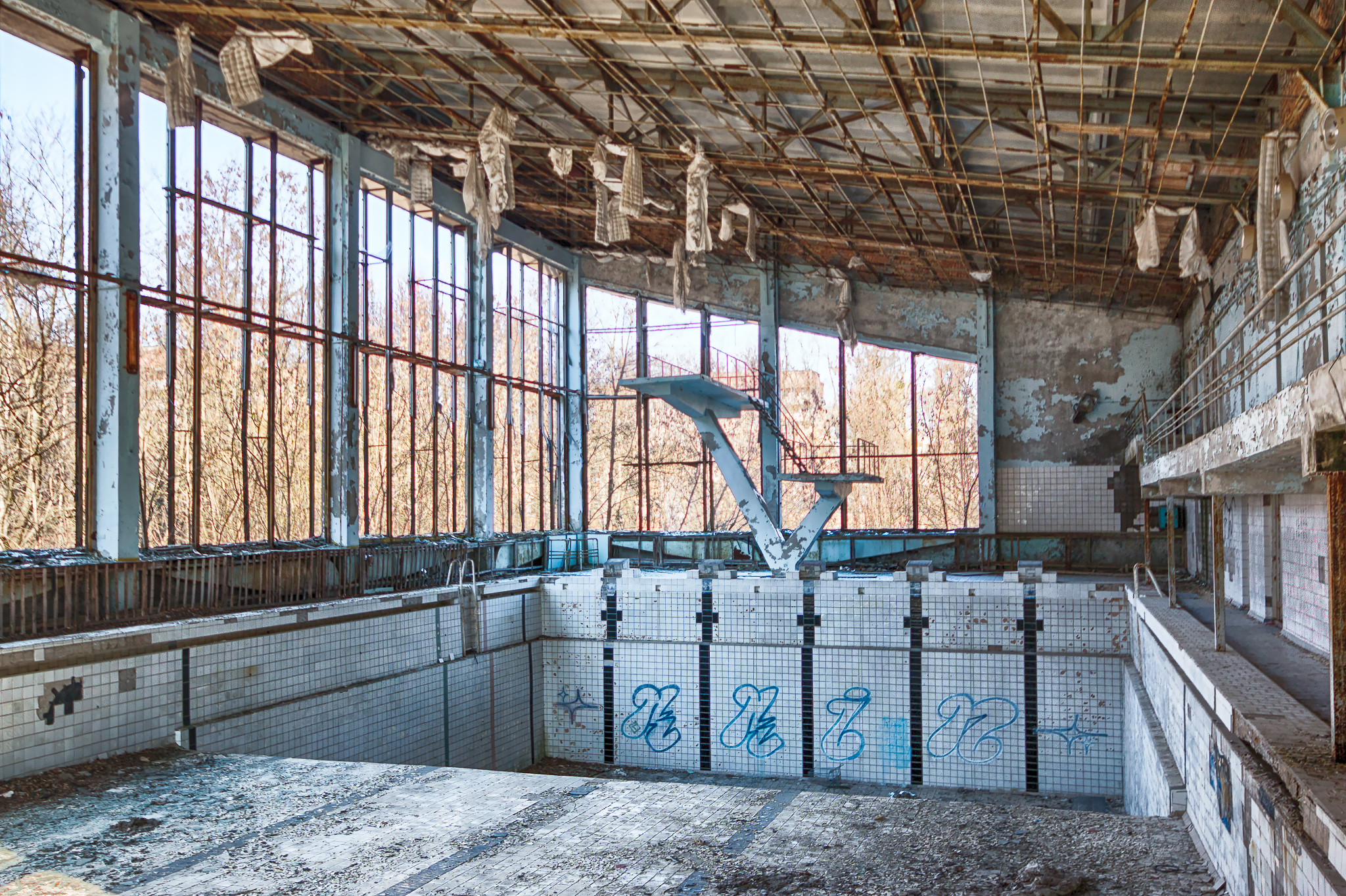
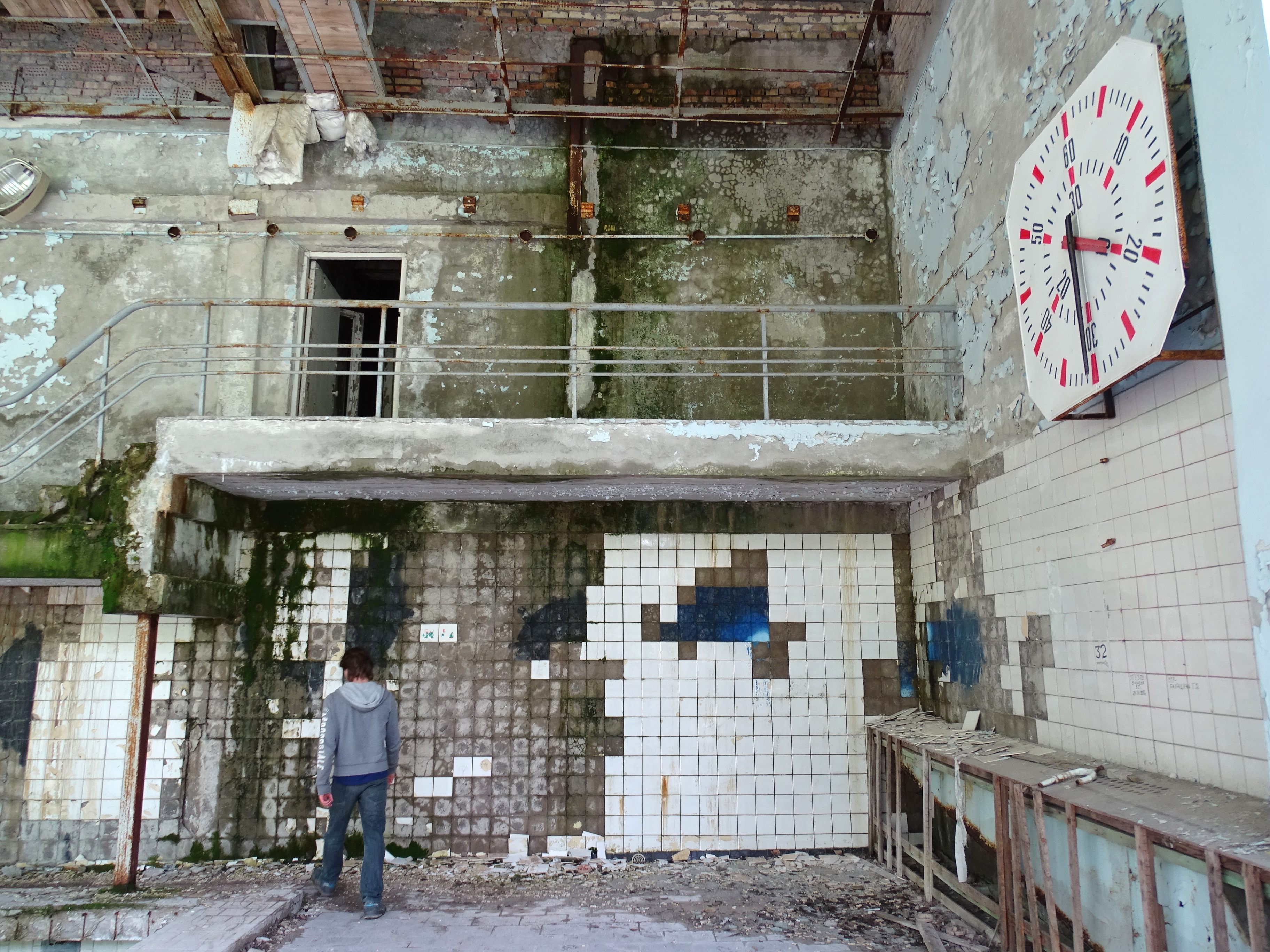
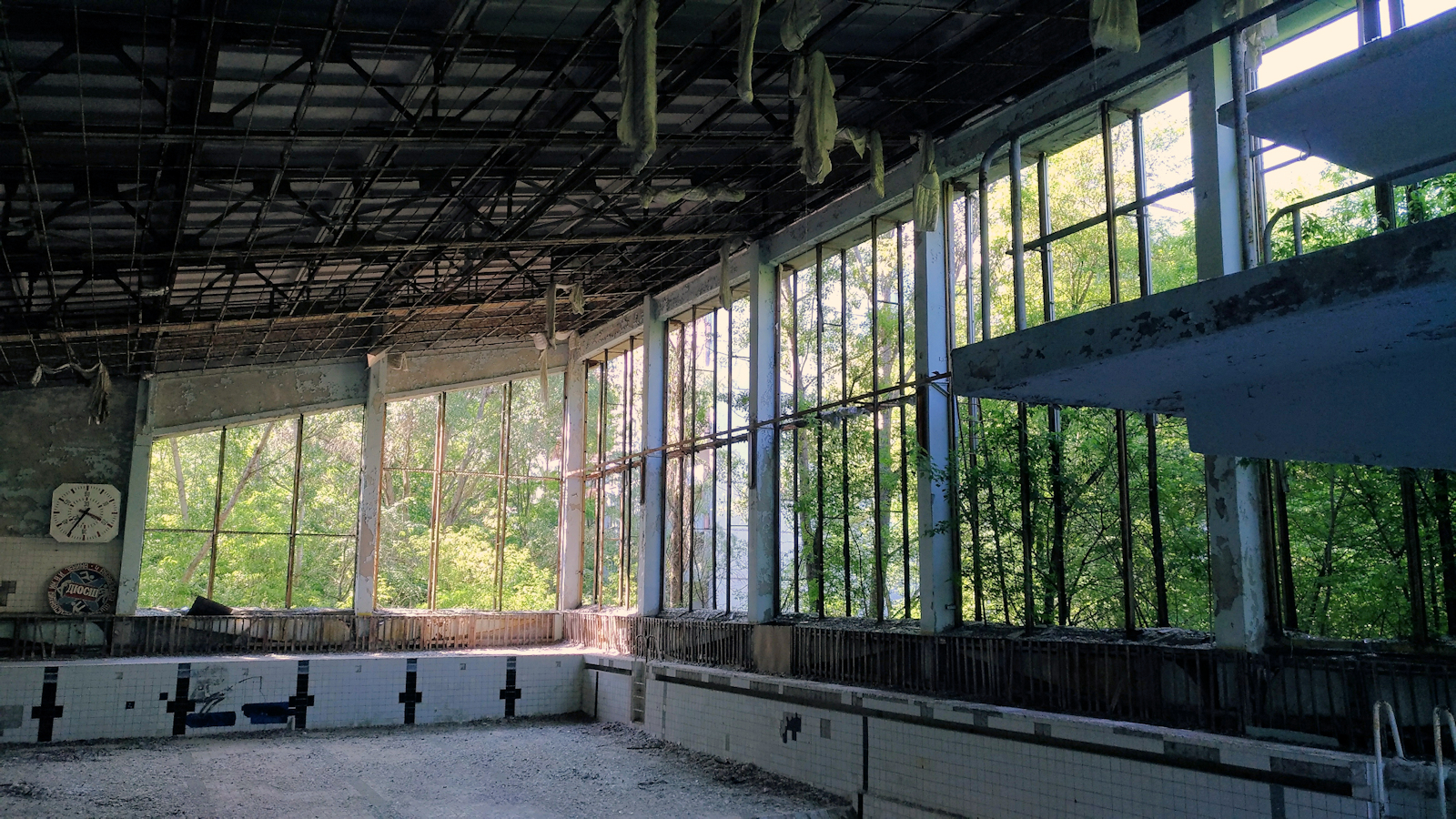
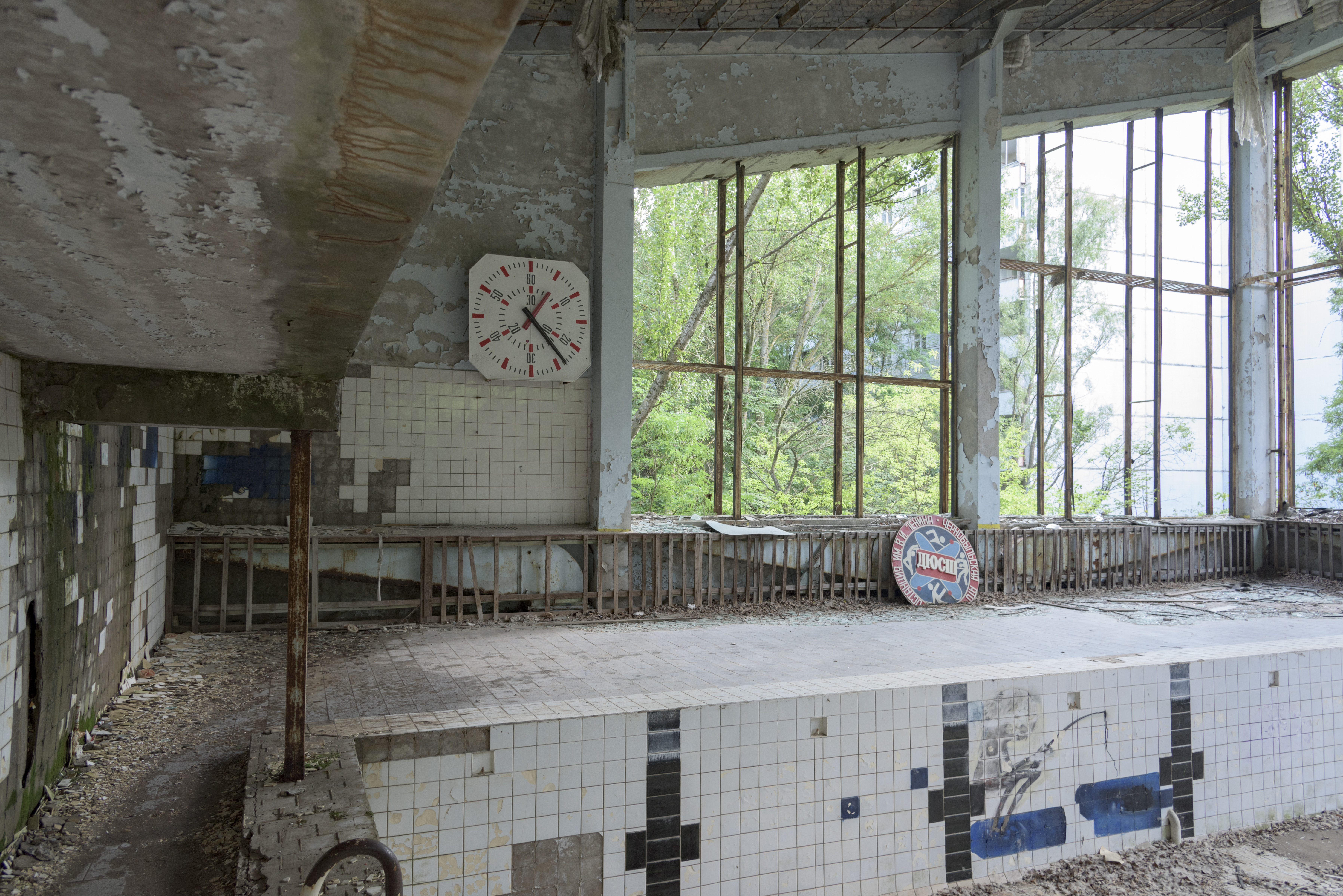
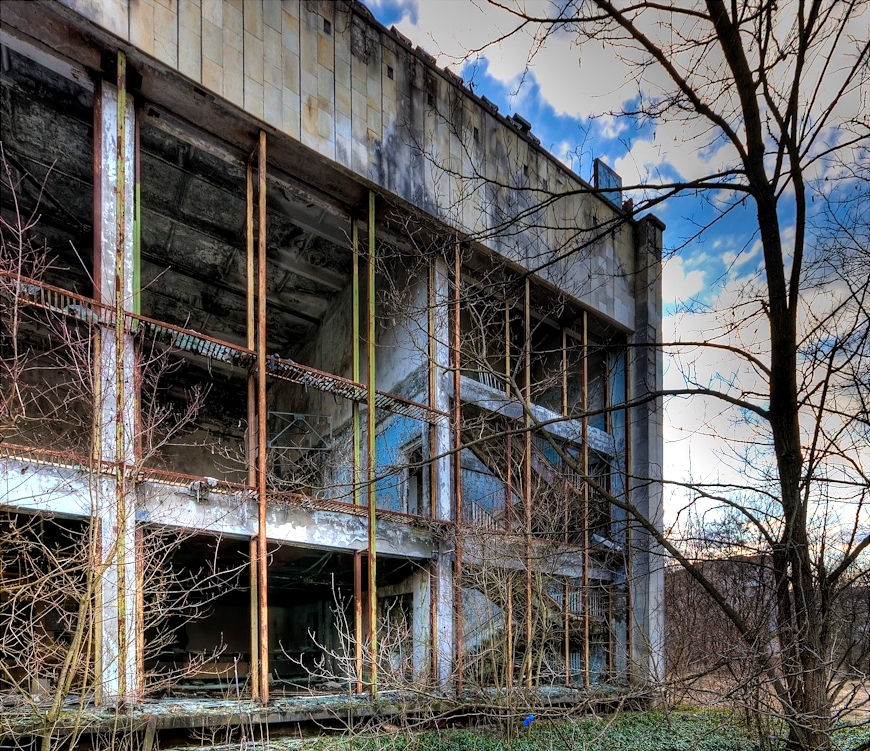
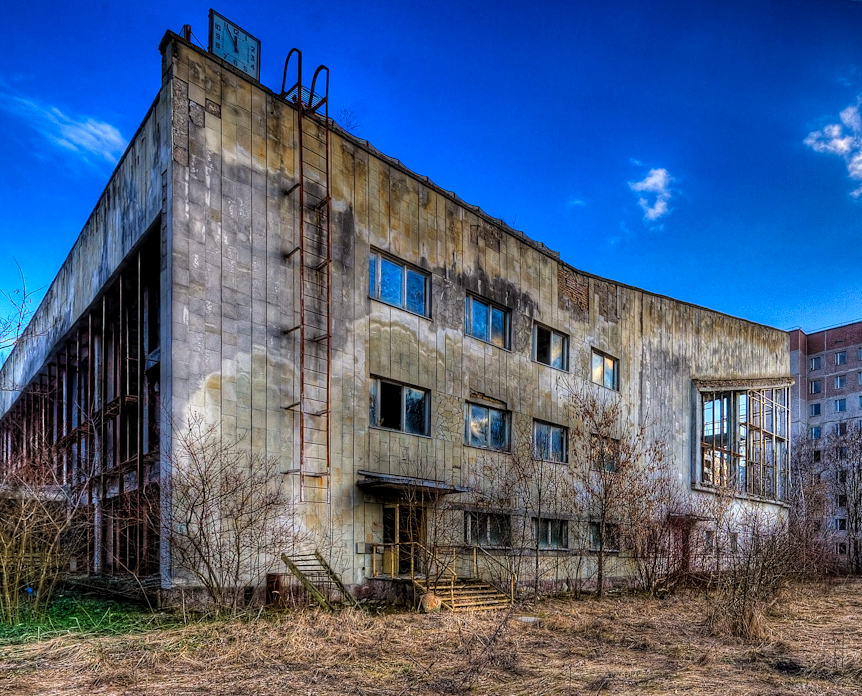